# 星和电信
1°19′27″N 103°53′34″E / 1.324265°N 103.892844°E
星和电信有限公司（英語：StarHub Limited，SGX：CC3），简称星和电信，是新加坡三家主要电信运营商之一，也是新加坡的第二大电信运营商。另外两个则是新加坡电信（Singtel）和第一通电信（M1）。

## 历史
1998年5月7日，星和电信取得了新加坡固网和移动通信服务的运营牌照。在这之前，新加坡政府已经宣布，新加坡的电信行业将于2002年开放自由市场。然而2000年，新加坡政府宣布，电信市场自由化将在当年提前完成。因此2000年4月星和电信正式宣告成立，其主要股东包括新科电信媒体、新加坡电力、英国电信集团和日本电信电话公司。
2002年，星和电信合并了新加坡唯一的有线电视运营商Singapore Cable Vision，整合其有线电视和宽带接入业务。
星和电信于2004年10月在新加坡交易所上市。2005年成立提供宽带服务全资子公司StarHub Online。
2007年1月12日，卡塔尔电信取得了新科电信媒体所占的25%星和电信股份。
2009年5月1日，新加坡资讯通信发展管理局宣布星和电信的全资子公司Nucleus Connect将负责新一代全国宽带网络（Next Generation Nationwide Broadband Network）的设计开发与运营工作。
2009年8月1日，星和电信总部从位于乌节路的星和大厦搬迁到乌美大道的StarHub Green。

## 子公司
以下列出了星和集团所拥有的子公司：
| 公司中文名             | 公司英文名               | 类型   | 主要业务范围                                        |
| ---------------------- | ------------------------ | ------ | --------------------------------------------------- |
| 星和移动私人有限公司   | StarHub Mobile Pte Ltd   | 子公司 | GSM, HSPA, LTE移动通信网                            |
| 星和有限电视有限公司   | StarHub Cable Vision Ltd | 子公司 | 付费电视服务星和视界                                |
| 星和互联网私人有限公司 | StarHub Internet Pte Ltd | 子公司 | 居民DSL宽带服务, 有线电缆数据服务接口规范，光纤到户 |
| 星和在线私人有限公司   | StarHub Online Pte Ltd   | 子公司 | 高速光纤宽带服务MaxOnline                           |
| Nucleus Connect        | Nucleus Connect          | 子公司 | 负责新一代全国宽带网络的设计开发与运营工作          |

## 星和视界
星和视界是新加坡唯一的有线电视業者。星和无线电视大奖主办的星和无线电视大奖，由香港无线电视协办，2010年起每年在新加坡颁发，颁发对象仅限于由无线电视制作的节目及旗下艺人。